# Фаундрівілл (Пенсільванія)
Фаундрівілл (англ. Foundryville) — переписна місцевість (CDP) в США, в окрузі Колумбія штату Пенсільванія. Населення — 260 осіб (2020).

## Географія
Фаундрівілл розташований за координатами 41°4′37″ пн. ш. 76°14′6″ зх. д. / 41.07694° пн. ш. 76.23500° зх. д. (41.076891, -76.234992).  За даними Бюро перепису населення США в 2010 році переписна місцевість мала площу 1,43 км², з яких 1,41 км² — суходіл та 0,02 км² — водойми.

## Демографія
Згідно з переписом 2010 року, у переписній місцевості мешкало 256 осіб у 100 домогосподарствах у складі 75 родин. Густота населення становила 179 осіб/км².  Було 109 помешкань (76/км²).
Расовий склад населення:
| - 96,5 % — білих - 0,4 % — азіатів - 1,6 % — осіб інших рас |

До двох чи більше рас належало 1,6 %. Частка іспаномовних становила 2,0 % від усіх жителів.
За віковим діапазоном населення розподілялося таким чином: 22,3 % — особи молодші 18 років, 66,0 % — особи у віці 18—64 років, 11,7 % — особи у віці 65 років та старші. Медіана віку мешканця становила 41,0 року. На 100 осіб жіночої статі у переписній місцевості припадало 104,8 чоловіків;  на 100 жінок у віці від 18 років та старших — 93,2 чоловіків також старших 18 років.
Цивільне працевлаштоване населення становило 37 осіб. Основні галузі зайнятості: транспорт — 43,2 %, виробництво — 35,1 %, освіта, охорона здоров'я та соціальна допомога — 21,6 %.